# Viral (film)
Pour plus de détails, voir Fiche technique et Distribution.
Viral est un film d'horreur et de science-fiction américain réalisé par Ariel Schulman et Henry Joost et sorti en 2016.

## Synopsis
Un virus mortel frappe une petite ville paisible transformant le quotidien de ses habitants en un affreux cauchemar. Les malades deviennent agressifs et veulent se nourrir à tout prix

## Fiche technique
Sauf indication contraire, les informations mentionnées dans cette section peuvent être confirmées par la base de données cinématographiques IMDb,  présente dans la section « Liens externes ».
- Titre original : Viral
- Titre de travail : Peste[1]
- Titre québécois :
- Réalisation : Ariel Schulman et Henry Joost
- Scénario : Barbara Marshall, Christopher Landon
- Direction artistique : Chris Trujillo
- Décors : Melisa Jusufi
- Costumes : April Napier
- Photographie : Magdalena Górka
- Montage : William Yeh, Ron Dulin
- Musique : Rob Simonsen
- Production : Jason Blum
- Sociétés de production : Blumhouse Productions, Dimension Films, IM Global, Busted Shark Productions, Chapter One Films
- Sociétés de distribution : Dimension Films (USA), Studio Canal (France), Lionsgate (UK)
- Budget :
- Pays d'origine :  États-Unis
- Langue originale : anglais
- Format : Couleur ; 2.35 : 1
- Genres : Horreur / Science-fiction
- Durée : 85 minutes
- Dates de sortie :
  - États-Unis : 29 juillet 2016[2]
  - France : 1er mars 2017 (directement en vidéo)

## Distribution
- Analeigh Tipton (VFB : Carole Baillien): Stacey
- Sofia Black D'Elia (VFB : Nancy Philippot) : Emma
- Travis Tope (VFB : Grégory Praet) : Evan Klein
- Machine Gun Kelly (VFB : Fabian Finkels) : CJ
- Michael Kelly (VFB : David Manet) : Michael
- John Cothran (VFB : Martin Spinhayer) : Mr. Toomey
- Judyann Elder : Mrs. Toomey
- Brianne Howey : Tara
- Linzie Grey (VFB : Sophie Pyronnet) : Gracie